# The Go-Getter (film, 2007)
Pour les articles homonymes, voir The Go-Getter.
Pour plus de détails, voir Fiche technique et Distribution.
The Go-Getter est un film américain réalisé par Martin Hynes, sorti en 2007.

## Fiche technique
- Titre : The Go-Getter
- Réalisation : Martin Hynes
- Scénario : Martin Hynes
- Production : Lucy Barzun, Raul Celaya, Lori Christopher, Larry Furlong, Martin Hynes, Kimberly McKewon, Gavin Parfit, Don Truesdale et Miri Yoon
- Musique : M. Ward
- Photographie : Byron Shah
- Montage : David Birdsell
- Décors : Damon Fortier
- Costumes : Marie Schley
- Pays de production : États-Unis
- Format : Couleurs - 1,85:1 - Dolby Digital - 35 mm
- Genre : Comédie dramatique
- Durée : 93 minutes
- Date de sortie : 22 janvier 2007 (festival de Sundance)

## Distribution
- Lou Taylor Pucci : Mercer
- Zooey Deschanel : Kate
- Jena Malone : Joely
- Giuseppe Andrews : Stock Boy
- Kathleen M. Darcy : la mère de Joely
- Colin Fickes : le cousin Buddy
- Allison Flashman : Stand-in
- Jsu Garcia : Arlen
- Judy Greer : Better Than Toast
- Saul Huezo : Valet
- Marissa Ingrasci : Laurel
- Nick Offerman : Nick, le potier
- Paul Palo : le vieil homme
- William Lee Scott : Rid
- Maura Tierney : Hal's Pets
- Sita Young : Colder

## Autour du film
- Le tournage s'est déroulé en Californie, dans le Nevada, l'Oregon et le Mexique.
- Quand Lou Taylor Pucci, Zooey Deschanel et Jena Malone se mettent à danser, c'est une référence au film Bande à part (1964) de Jean-Luc Godard, quand Anna Karina, Sami Frey et Claude Brasseur faisaient de même dans un café.